# サミット郡区 (アイオワ州アデア郡)
サミット郡区（英語：Summit Township）は、アメリカ合衆国アイオワ州アデア郡にある17の郡区の一つである。2000年の国勢調査では人口947人。

## 地理
サミット郡区の面積は92.2平方キロメートル（35.59平方マイル）で、Adairを擁する。アメリカ地質調査所によると、この郡区には2つの墓地がある（Saint JohnsおよびSunny Hill）。